# The Birthday Party (album)
The Birthday Party je druhé studiové album australské rockové skupiny The Boys Next Door, vydané v listopadu 1980 u vydavatelství Missing Link Records. Nahráváno bylo od srpna do září 1979 a znovu od ledna do února 1980 a o produkci se starali, spolu se skupinou samotnou, ještě Keith Glass a Tony Cohen. V roce 1982 vyšlo album v reedici již pod novým názvem skupiny (The Birthday Party).

## Seznam skladeb
| Pořadí | Název              | Autor                     | Délka |
| ------ | ------------------ | ------------------------- | ----- |
| 1.     | Mr. Clarinet       | Nick Cave                 | 3:42  |
| 2.     | Hats On Wrong      | Cave                      | 2:40  |
| 3.     | The Hair Shirt     | Cave                      | 4:05  |
| 4.     | Guilt Parade       | Rowland S. Howard         | 2:52  |
| 5.     | Riddle House       | Howard                    | 2:43  |
| 6.     | The Friend Catcher | Cave                      | 4:22  |
| 7.     | Waving My Arms     | Howard                    | 2:15  |
| 8.     | The Red Clock      | Howard                    | 2:47  |
| 9.     | Cat Man            | Gene Vincent, Tex Davis   | 2:27  |
| 10.    | Happy Birthday     | Cave, Howard, Mick Harvey | 3:50  |

## Obsazení
- Nick Cave – zpěv
- Mick Harvey
- Rowland S. Howard – kytara
- Tracy Pew – baskytara
- Phill Calvert – bicí